# Traite des êtres humains aux États-Unis
La traite des êtres humains aux États-Unis est une variante d'esclavage moderne qui se produit sur le territoire des États-Unis. Cette pratique est corrélée à d'autres activités illégales, comme l'immigration clandestine et des transactions sur des personnes (y compris des mineurs) à des fins de travail forcé ou d'exploitation sexuelle.
Selon la définition officielle des Nations unies, la traite des êtres humains est « le recrutement, le transport, le transfert, l'hébergement ou l'accueil de personnes, par la menace de recours ou le recours à la force ou à d'autres formes de contrainte, par enlèvement, fraude, tromperie, abus d'autorité ou d'une situation de vulnérabilité, ou par l'offre ou l'acceptation de paiements ou d'avantages pour obtenir le consentement d'une personne ayant autorité sur une autre aux fins d'exploitation. L'exploitation comprend, au minimum, l'exploitation de la prostitution d'autrui ou d'autres formes d'exploitation sexuelle, le travail ou les services forcés, l'esclavage ou les pratiques analogues à l'esclavage, la servitude ou le prélèvement d'organes ». La traite des êtres humains ne se confond pas avec la migration forcée ni avec le trafic illicite de migrants.
Selon la loi fédérale (18 USC § 1589), obliger autrui à travailler par la force, la coercition ou la peur constitue un crime. L'Office to Monitor and Combat Trafficking in Persons indique qu'en 2017, le pays se situe dans la tranche la plus favorable (niveau 1) du Rapport sur le trafic des personnes.
Le 11 avril 2018, le président américain Donald Trump promulgue la loi Stop Enabling Sex Traffickers Act ; elle permet de fermer les sites internet qui facilitent la traite des êtres humains et de poursuivre en justice leurs propriétaires et leurs utilisateurs.

## Rapports et statistiques
Les États-Unis s'efforcent d'éradiquer la traite des êtres humains, tant sur le sol national qu'à l'échelle mondiale. Chaque année, le département d'État publie une compilation de données sur la traite dans de nombreux pays — le Rapport sur le trafic des personnes — qui s'appuie sur les standards établis dans le Victims of Trafficking and Violence Protection Act of 2000 (voir plus bas). Le même organisme fournit des statistiques sur les affaires de traite d'humains poursuivies par l'État fédéral ainsi que des estimations sur les victimes ; toutefois, le rapport prévient que ces statistiques ne sont pas forcément représentatives du nombre réel de victimes de la traite, en raison d'une part du manque de cohérence entre les États et entre les organismes qui luttent contre les trafics et, d'autre part, de l'impossibilité de recenser les victimes non détectées.
D'après le Rapport sur le trafic des personnes de 2013, rédigé par le département d'État, les États-Unis se situent au niveau 1 en termes de traite des êtres humains. Ce classement signifie que le gouvernement fédéral respecte les standards américains minimaux de la loi Victims of Trafficking and Violence Protection Act of 2000 dans la lutte contre la traite. Ces standards minimaux, énoncés au paragraphe 108 de la loi, indiquent les conditions suivantes :

« (1) Le gouvernement du pays doit interdire les variantes graves de trafic des personnes et punir les contrevenants.

(2) Si le gouvernement a connaissance d'actes de trafic commis par la force, la fraude, la coercition, ou si la victime de trafic sexuel est un enfant qui ne saurait formuler un consentement éclairé, ou si le trafic comporte le viol ou l'enlèvement, ou s'il entraîne un décès ; alors le gouvernement du pays doit appliquer une répression proportionnelle à la gravité du crime, comme « agression sexuelle sous contrainte ».

(3) Si le gouvernement du pays a connaissance d'actes constituant une forme grave de trafic de personnes, ce gouvernement doit imposer une répression d'une sévérité de nature à dissuader les criminels et qui correspond au caractère odieux de l'infraction commise.

(4) Le gouvernement du pays doit déployer des efforts importants et continus pour éradiquer les variantes graves du trafic des personnes,. »

Ci-dessous sont indiquées les statistiques émanant de divers organismes américains et des Nations unies.

### Procureur général
D'après les estimations du rapport du procureur général en 2005, environ 14 500 à 17 500 victimes sont, chaque année, victimes de traite aux États-Unis, bien que ce chiffre soit peut-être surestimé.

### Département de la Justice
En 2011, le département de la Justice émet un rapport sur les « caractéristiques des incidents soupçonnés d'être liés à la traite des humains entre 2008 et 2010 », qui indique :
- Entre 2008 et 2010, les groupes de travail contre la traite ont ouvert 2 515 affaires sur des personnes soupçonnées de pratiquer ce crime ;
- 82 % des incidents suspects relèvent du trafic sexuel, dont la moitié concerne des victimes de moins de 18 ans ;
- Environ 10 % des incidents relèvent du travail forcé ;
- 83 % des victimes dans les cas confirmés liés au trafic sexuel sont des ressortissants américains, tandis que la plupart des cas confirmés de travail forcé sont des migrants clandestins (67 %) ou réguliers (28 %) ;
- 25 % des victimes confirmées ont bénéficié d'un T visa dans le cadre du programme pour aider les victimes de traite.

Si ces statistiques reflètent les estimations les plus fines du gouvernement, les rédacteurs mettent en garde sur le fait qu'elles reflètent l'information disponible et enregistrée par les organismes publics et locaux d'application des lois ; or, ces systèmes de centralisation des données sont encore en évolution et ne recensent probablement pas la totalité des incidents.

### Rapport du département d'État
En 2011, d'après le rapport du département d'État, les États-Unis appartiennent au meilleur niveau dans la lutte contre la traite des humains ; des organismes fédéraux non précisés ont poursuivi 181 personnes pour traite et ont obtenu 141 condamnations dans 103 affaires de traite. Parmi les poursuites recensées par le département d'État, 32 cas concernaient le travail forcé et 71 le trafic sexuel.

### Immigration and Customs Enforcement
En 2009, l'Immigration and Customs Enforcement (ICE), agence de police douanière et de contrôle des frontières, a ouvert 566 dossiers ; les enquêtes ont permis 385 arrestations, plus du double par rapport à l'année fiscale précédente, qui ont conduit à 145 mises en accusation et 165 condamnations.

### Human Smuggling and Trafficking Center
Human Smuggling and Trafficking Center est un centre de renseignements inter-organismes qui recueille des informations sur les voyages illicites, dont ceux qui concernent la traite. Le centre est aussi chargé de se coordonner avec des organismes et des diplomates à l'étranger afin de surveiller et de combattre la traite des êtres humains à l'échelle international. Avec la promulgation du Trafficking Victims Protection Reauthorization Act (TVPRA) en 2008, le HSTC reçoit aussi la prérogative de compiler une base de données exhaustive sur les personnes victimes de traite.

## Types de traite
D'après les recherches menées à l'université de Californie à Berkeley au nom de l'association anti-traite Free the Slaves, 46 % des personnes réduites en esclavage sur le territoire des États-Unis sont forcées de se prostituer. Le département américain de la Justice a poursuivi 360 défendeurs pour des actes de traite humaine entre 2001 et 2007 et il a obtenu 238 condamnations.
Entre janvier 2007 et septembre 2008, 1 229 affaires déclarées de traite humaine sont recensées aux États-Unis, dont 1 018 (soit 83 %) portent sur le trafic sexuel. Le trafic sexuel est corrélé aux réseaux de trafic illicite de personnes, qui sont dirigés par des organisations du crime basées au Mexique, en Europe de l'Est et en Asie. Parmi les personnes réduites en esclavage aux États-Unis, la servitude domestique représente 27 % des victimes, l'agriculture 10 % et les autres secteurs 17 %,.

### Trafic sexuel
Le département de la Santé et des Services sociaux estime que, chaque année, entre 240 000 et 325 000 enfants sont exposés au risque d'exploitation sexuelle. Les enfants considérés comme fugueurs sont particulièrement vulnérables devant la prostitution ou la traite vers l'industrie du sexe. En 1999, sur les 1 682 900 enfants considérés comme fugueurs à un moment donné, 71 % risquaient de tomber dans la prostitution. 1 700 d'entre eux ont déclaré qu'ils ont effectivement offert des prestations sexuelles en échange d'argent. David Finkelhor (en), professeur à l'université du New Hampshire et directeur du Crimes Against Children Research Center, déclare : « Je crois que ces chiffres ne reflètent pas la situation actuelle ». Le département d'État des États-Unis estime que chaque année, 20 000 femmes en enfants entrent illégalement sur le territoire national via la frontière avec le Mexique.

#### Exploitation sexuelle des enfants à des fins commerciales
En 2003, 1 400 mineurs sont arrêtés pour prostitution, dont 14 % n'ont pas encore 14 ans. Une étude menée par l'International Labor Union indique les garçons sont davantage exposés au risque de traite dans le secteur agricole, le trafic de drogue et la délinquance. Les filles risquent plutôt d'être contraintes de participer à l'industrie du sexe et dans la servitude domestique. En 2004, le département du Travail a identifié 1 087 mineurs exploités dans des conditions qui contreviennent aux standards de métiers dangereux. La même année, 5 480 jeunes sont exploités dans des conditions qui enfreignent les lois sur le travail des mineurs. En raison de la nature secrète de la traite, il est difficile de produire une image précise de l'ampleur du phénomène.
En 2001, la School of Social Work de l'université de Pennsylvanie publie une étude sur l'exploitation sexuelle des enfants à des fins commerciales (ESEC) menée dans 17 villes des États-Unis. Même si les rédacteurs n'ont pu s'entretenir avec les adolescents concernés, ils estiment, via des réponses secondaires, que jusqu'à 300 000 jeunes Américains sont exposés au risque d'exploitation sexuelle en permanence. Le Center for Court Innovation de New York, s'appuyant sur plusieurs analyses, agrège des résultats sur la prévalence à New York : selon ces estimations, 3 800 enfants sont reconnus victimes d'ESEC. Les chercheurs déclarent que ce chiffre est sous-estimé pour des raisons méthodologiques. Un article paru dans Village Voice recense les statistiques d'arrestations dans 37 grandes villes des États-Unis pendant 10 ans : il n'a trouvé que 827 affaires signalées chaque année à la police.
Les plus fragiles sont les enfants sans-abri ou en fugue. En 2009, le National Runaway Switchboard déclare qu'un tiers des jeunes en fugue aux États-Unis sont incités à la prostitution dans les 48 heures s'ils vivent dans la rue.
En 2007, une étude du State Office of Children and Family Services à New York estime que la ville abrite 2 000 jeunes victimes d'exploitation sexuelle alors qu'ils n'ont pas encore 18 ans. Au moins 85 % d'entre eux, sur l'ensemble de l'État, ont interagi à un degré ou un autre avec le système de protection de l'enfance, principalement via des procédures relatives à la maltraitance ou la négligence. À New York, 75 % d'entre eux ont vécu en famille d'accueil. Mishi Faruqee, responsable des questions juridiques liées à l'enfance dans la Correctional Association of New York, a remis en question la fiabilité de ces estimations, qu'elle pense largement inférieures à la réalité. Cet avis est corroboré par SNRG-NYC, qui a estimé le nombre de ces victimes à 3 946 mineurs.

### Travail forcé
D'après le National Human Rights Center à Berkeley, en Californie, il existe en 2004 10 000 victimes de travail forcé sur le territoire des États-Unis, dont un tiers est exploité dans la servitude domestique, d'autres sont des enfants. En réalité, la servitude étant par nature dissimulée, il est difficile d'obtenir des statistiques précises et ce nombre pourrait être bien plus élevé. Le gouvernement américain ne recense que les survivants, à savoir les victimes d'actes graves de traite d'humains, qui ont reçu l'aide du gouvernement pour bénéficier d'aides à l'immigration. Des recherches menées à l'université d'État de San Diego estiment que, parmi les immigrants clandestins venus du Mexique, se trouvent 2,4 millions de victimes de traite d'êtres humains. Des enquêtes menées par l'Urban Institute (en) déclarent que les organismes chargés de l'application des lois ne s'occupent pas en priorité des affaires de traite ; ils se montrent réticents à aider les victimes pour leur permis de séjour et considèrent que les preuves manquent pour étayer déclarations des victimes.
En 2014, le National Human Trafficking Resource Center signale 800 affaires de trafic relatifs au travail forcé sur le sol américain, dont 172 portent également sur le trafic sexuel. Les types les plus courants de travail forcé touchent les employés de maison (servitude domestique), les voyageurs de commerce, les secteurs de l'agriculture ou les fermes, les services de restauration ou d'alimentation, les services de santé et de beauté, la mendicité, la vente au détail, le paysagisme, l'hôtellerie, le bâtiment, les festivals, les soins aux personnes âgées, la gestion forestière, la fabrication et le nettoyage.

### Servitude domestique
La servitude domestique est l'exploitation forcée d'une personne comme domestique de maison ou comme garde d'enfant ; les victimes sont souvent des migrantes venues de communautés mal rémunérées dans leur pays d'origine. Les employés de maison s'occupent de missions comme nettoyer, cuisiner et garder les enfants che leurs employeurs. Les employés de maison sont souvent des citoyens américains, des travailleurs non déclarés ou des ressortissants étrangers qui sont en possessions de visas de type A-3, G-5, NATO-7 ou B-1. La plupart des victimes de servitude sont des femmes. Les carences législatives concernant les devoirs et les protections des employés de maison favorisent leur exploitation. Il est courant que les employeurs s'appuient sur le manque de connaissance linguistique ou juridique des employés pour les contrôler et les intimider. Ces infractions sont souvent associées à d'autres formes de maltraitance. De nombreux employés de maison sont attirés aux États-Unis par la promesse d'une vie meilleure ou d'un accès à l'éducation. Les trafiquants sont souvent des couples mariés, issus du même pays que la personne réduite en servitude, et ne sont généralement pas rattachés à des réseaux de crime organisé, ce qui n'aide pas à identifier les auteurs d'infractions. Les personnes qui imposent la servitude sont souvent des membres respectés dans leurs communautés et mènent une vie normale à tous les autres égards. La servitude apparaît généralement dans des secteurs où vit une importante population de la classe moyenne ou favorisée.
L'Associated Press signale que, d'après des interviews en Californie et en Égypte, la traite des enfants à des fins de servitude domestique aux États-Unis s'inscrit dans le prolongement d'une pratique illégale mais courante en Afrique. Des familles implantées dans des villages isolés envoient leurs filles travailler en ville pour qu'elles y gagnent leur vie et pour les soustraire à une vie sans avenir. Certaines jeunes filles travaillent gratuitement en pensant qu'elles recevront au moins une meilleure alimentation chez leurs employeurs. Cette coutume a provoqué une recrudescence de trafic, car des Africains fortunés, habitués à engager des enfants, migrent aux États-Unis.
Les employés de maison qui exercent dans la légalité mènent une vie très différente de celles des personnes engagées illégalement. Là où les employés légitimes reçoivent une rémunération équitable pour leur travail, conformément aux législations sur le salaire, les personnes réduites à la servitude domestique sont astreintes à des horaires très excessifs et ne perçoivent guère, voire pas, de rémunération ; en outre, elles subissent des contraintes psychologiques et physiques pour limiter leur mobilité et leur liberté. Les employeurs profèrent souvent des menaces d'une déportation pour décourager leurs victimes étrangères de solliciter une aide extérieure.

#### Voyageurs de commerce
Les voyageurs de commerce présentent, après les problèmes de servitude domestique, le taux le plus élevé d'appels aux lignes d'aide contre le traite des êtres humains (entre janvier 2008 et février 2015). La nature mobile de leur emploi permet aux trafiquants de contrôler la circulation des victimes s'agissant de leur sommeil et de leur alimentation, et de les couper de tout contact extérieur. Les trafiquants décident de ne pas livrer de nourriture ou menacent d'abandonner leurs victimes, sans argent, dans un lieu qu'elles connaissent mal, si elles n'obéissent pas. Contrairement à d'autres professions, les voyageurs de commerce sont considérés comme des prestataires indépendants même si elles n'ont aucune autonomie dans leur vie après le travail. En tant que prestataires indépendants, les voyageurs ne sont pas protégés par des législations contre les abus. Les victimes sont souvent endettées auprès des trafiquants et sont aspirées dans une variante de servitude pour dettes.
La loi Malinda's Traveling Sales Crew Protection Act, au Wisconsin, est la seule législation aux États-Unis qui réglemente les voyageurs de commerce.

#### Agriculture
Dans le secteur agricole, la plupart des victimes de traite sont des citoyens américains et des résidents permanents réguliers, ainsi que des ressortissants étrangers munis de visas temporaires H-2A.
Le visa H-2A est un système par lequel les employeurs embauchent des personnes étrangères, mais les recruteurs doivent d'abord embaucher des travailleurs américains avant de chercher à l'international.
En raison de la nature saisonnière ou provisoire des travaux agricoles, les employeurs peuvent aisément exploiter leurs travailleurs. Cette exploitation peut se présenter comme des menaces de violence ou s'appuyer sur la situation de vulnérabilité  (c'est-à-dire le statut du migrant). Dans certains cas, les travailleurs sont astreints à une dette perpétuelle envers les chefs d'équipe qui imposent des frais élevés de transport, de logement et de communication aux travailleurs, ce qui les plonge dans une spirale d'endettement. Le visa H-2A ne prévoit pas que les employés puissent négocier leur affectation, leur rémunération, voire leurs horaires. Des personnes non déclarées qui arrivent sans visa peuvent espérer de meilleures chances de choisir leur affectation, de quitter leur emploi et de ne pas être exploitées.

## Lois et instruments contre la traite
Il existe plusieurs lois, au niveau des États ou au niveau fédéral, pour lutter contre la trate des êtres humains.

### Lois des États
Les États du Washington et du Texas sont les premiers qui interdisent la traite des humains en tant que délinquance spécifique en 2003. En 2015, ces lois sont présentes dans les 50 États. Certains, comme la Californie, poursuivent les criminels dans ce domaine mais dans la majorité des États, les recours à ces lois sont rares : les criminels sont plutôt poursuivis au niveau fédéral.

### Lois fédérales
La traite des êtres humains est un crime fédéral conformément au titre 18 du Code des États-Unis. Le paragraphe 1584 déclare qu'il est un crime de forcer une personne à travailler contre son gré, ou de vendre une personne pour la réduire en servitude.
Le paragraphe 1581 rend illégale l'acte de forcer une personne à travailler dans le cadre d'une servitude pour dettes. La traite des êtres humains, qui s'apparente à l'esclavage et à la servitude, est interdite par le treizième amendement de la Constitution des États-Unis. L'application des lois fédérales contre la traite des êtres humains est confiée au Federal Bureau of Investigation, à l'United States Marshals Service, à la Drug Enforcement Administration, à l'Immigration and Customs Enforcement, au département des droits civils et au département de la criminalité du département de la Justice des États-Unis, ainsi qu'à d'autres organismes fédéraux.

#### Victims of Trafficking and Violence Protection Act
Le Victims of Trafficking and Violence Protection Act of 2000 (TVPA) permet d'alourdir les peines contre les trafiquants, alloue des ressources à la protection et à l'assistance des victimes de traite et ouvre des perspectives de coopération entre les agences. Cette législation permet aussi aux victimes de traite de rester aux États-Unis et de demander un permis de séjour permanent via le visa T-1. Auparavant, les personnes victimes de traite, si elles étaient entrées illégalement sur le territoire, étaient souvent traitées comme des délinquantes. Le paragraphe sur les « formes graves de trafic des personnes » couvre toute « prestation sexuelle tarifée... si la personne qui est incitée à l'exécuter n'a pas encore atteint l'âge de 18 ans ». Ainsi, tout mineur participant à la prostitution est une victime de traite d'êtres humains, indépendamment de sa nationalité ou des conditions dans lesquelles elle circule.
La loi américaine définit la traite comme « l'interdiction qui frappe toute personne qui fournit ou obtient du travail ou des services sous le régime de péon, de l'esclavage, de la servitude ou du travail forcé ». La loi fait la différence entre la traite, où les victimes entrent sur le territoire par la contrainte, et le trafic de migrants, où des personnes entrent sur le territoire sans y être autorisés. La loi tente aussi d'encourager les efforts de prévention contre la traite à l'échelle internationale, en créant des rapports annuels par pays sur la traite, qui examine les ressources publiques allouées par chaque État à la lutte contre la traite. Toutefois, les avantages procurés par le Victims of Trafficking and Violence Protection Act dépendent de la coopération de la victime pour traduire en justice les criminels. Ce processus peut se révéler délicat si la victime craint la vengeance des trafiquants.
Le TVPA de 2000 a été reconduit trois fois et, en 2008, la version s'intitule William Wilberforce Trafficking Victims Protection Reauthorization Act of 2008. Ces reconductions ont aussi clarifié les définitions de la traite et du travail forcé, afin d'aider autant à poursuivre les criminels qu'à soutenir les victimes. Les reconductions ont aussi imposé au gouvernement fédéral de mettre fin à tous les contrats avec des parties, à l'étranger, qui participent à la traite ou au travail forcé. Les compétences de juridiction extraterritoriale sont élargies pour couvrir l'ensemble des ressortissants américains et des résidents qui vivent à l'étranger.

### Ligne d'appel contre la traite des êtres humains
Le gouvernement a ouvert une ligne d'appel pour lutter contre la traite (National Human Trafficking Resource Center Hotline). La ligne répond à des questions et elle peut traiter les crises dans 170 langues ; elle propose de la documentation dans 20 langues. Depuis 2007, elle a reçu plus de 60 000 appels.

#### Lois de protection des victimes
Des règles refuges (en) protègent les victimes de traite concernant les poursuites judiciaires contre des actes commis alors qu'elles étaient sous l'emprise des trafiquants ; ces règles proposent des services comme le conseil et l'hébergement et les protègent des criminels qui les exploitent. Si les victimes de traite sont protégées aux termes de la loi fédérale, elles risquent néanmoins d'être poursuivies selon la loi de chaque État.
La loi fédérale Stop Exploitation Through Trafficking Act of 2013 (en) encourage les États à voter des règles refuges et elle renforce le statut de la National Human Trafficking Hotline ; elle permet aux victimes de trafic sexuel d'accéder à un programme de formation diplômante, le Job Corps (en).